# Fergus mac Róich
Fergus mac Róich var en gestalt i irländsk och keltisk mytologi.
Fergus framställs som en ung hjälte som verkade tillsammans med Cuchulainn vid kung Conchobars hov. Han kallades "stora hästen" med syftning på hans enorma penis.